# Нива-Віктор
Футбольний клуб «Нива-Віктор» — український футбольний клуб з селища міського типу Новомиколаївки Запорізької області.

## Всі сезони в незалежній Україні
| Сезон   | Чемпіонат | Чемпіонат | Чемпіонат | Чемпіонат | Чемпіонат | Чемпіонат | Чемпіонат | Чемпіонат | Кубок       | Кубок | Кубок | Кубок | Кубок | Кубок | Кубок | Примітка |
| Сезон   | Ліга      | Місце     | І         | В         | Н         | П         | М         | О         | Етап        | І     | В     | Н     | П     | М     | О     | Примітка |
| ------- | --------- | --------- | --------- | --------- | --------- | --------- | --------- | --------- | ----------- | ----- | ----- | ----- | ----- | ----- | ----- | -------- |
| 1994/95 | —         | —         | —         | —         | —         | —         | —         | —         | 1/32 фіналу | 3     | 1     | 2     | 0     | 2−1   | 4     |          |
| Всього  | —         | —         | —         | —         | —         | —         | —         | —         | >1 сезон    | 3     | 1     | 2     | 0     | 2−1   | 4     |          |